# 圣卢德布瓦
圣卢德布瓦（法語：Saint-Loup-des-Bois，法語發音：[sɛ̃ lu de bwa]；2022年之前名为圣卢 (Saint-Loup)）是法国涅夫勒省的一个市镇，位于该省西北部，属于卢瓦尔河畔科讷库尔区。

## 地名
缩合冠词“des”发音为[de]，在《法汉译音表》中对应“代”字，但其仅在“圣莫代福塞”（Saint-Maur-des-Fossés）等少数地名中译作“代”，《世界地名翻译大辞典》、《世界地名译名词典》和《法国地图册》等主流地名译名类书籍资料中多译作“德”。

## 地理
圣卢德布瓦（47°26'44"N, 3°0'11"E）面积17.28 平方千米，位于法国勃艮第-弗朗什-孔泰大區涅夫勒省，该省份为法国中部省份，北至约讷省，西北接卢瓦雷省，西接谢尔省，南至阿列省，东南接索恩-卢瓦尔省，东临科多尔省。
与圣卢德布瓦接壤的市镇（或旧市镇、城区）包括：阿利尼科讷、普尼、卢瓦尔河畔科讷库尔、圣佩尔、圣韦兰。
圣卢德布瓦的时区为UTC+01:00、UTC+02:00（夏令时）。

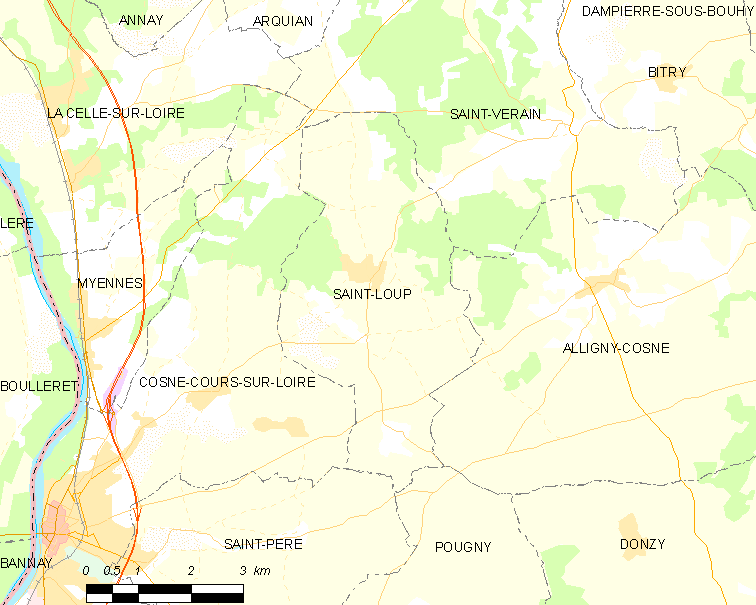
圣卢德布瓦的OSM定位图

## 行政
圣卢德布瓦的邮政编码为58200，INSEE市镇编码为58251。

## 政治
圣卢德布瓦所属的省级选区为卢瓦尔河畔科讷库尔县。

## 人口

1962-2008年间圣卢德布瓦人口变化图示

圣卢德布瓦于2022年1月1日时的人口数量为463人。